# Adam Bystrzyński
Adam Jerzy Bystrzyński (wł. Adam Jerzy Bernadzikiewicz) (zm. 1941 we Lwowie) – polski aktor i reżyser teatralny.
Data urodzin i precyzyjna data śmierci Adama Bystrzyńskiego nie są znane. Od sezonu 1918/1919 grał w Teatrze im. Juliusza Słowackiego w Krakowie, w sezonie 1921/1922 i następnym w Teatrze Miejskim we Lwowie. W kolejnych latach często zmieniał miejsca zatrudnienia, co sezon grając w innym teatrze. Sceny na których grał to:
- sezon 1923/1924 w Teatrze Polskim w Katowicach,
- sezon 1924/1925 w Teatrze Polskim w Wilnie,
- sezon 1925/1926 w Teatrze Nowym w Poznaniu,
- sezon 1926/1927 w Teatrze Miejskim w Lublinie,
- sezon 1927/1928 w Teatrze Miejskim w Toruniu,
- sezony 1929/1930 i 1930/1931 w Teatrze Nowym w Poznaniu,
- sezon 1932/1933 w Teatrze Miejskim w Wilnie,
- sezony 1934/1935, 1935/1936 i 1936/1937 w Teatrze Nowym w Poznaniu (pracował tam również jako reżyser)
- sezony 1938/1939 w Teatrze Miejskim im. Elizy Orzeszkowej w Grodnie
- sezony 1939/1940 i 1940/1941 w Państwowym Teatrze Miejskim we Lwowie.

Wiadomo, że w 1941 został aresztowany przez hitlerowców i uwięziony w lwowskim więzieniu, gdzie został prawdopodobnie zakatowany.